# اکسل پیلمارک
اکسل پیلمارک (دانمارکی: Axel Pilmark; ۲۳ نوامبر ۱۹۲۵ – ۱۳ ژوئیهٔ ۲۰۰۹) بازیکن فوتبال اهل دانمارک بود.
از باشگاه‌هایی که در آن بازی کرده‌است می‌توان به باشگاه فوتبال بولونیا اشاره کرد.
وی همچنین در تیم‌های ملی فوتبال زیر ۲۱ سال دانمارک و دانمارک بازی کرده‌است.
وی در مسابقات کشوری و بین‌المللی در مجموع برندهٔ ۱ مدال برنز شده‌است.